# Tinda
Tinda (oroszul: Тында) város Oroszország Amuri területén, a Tindai járás székhelye, (de nem része a járásnak). Az Amuri terület legészakibb városa, fontos közlekedési csomópont a Bajkál–Amur-vasútvonalon. Népessége 36 275 fő volt a 2010. évi népszámláláskor.

## Fekvése
A város az Amuri terület északnyugati részén, a Tinda (a Giljuj mellékfolyója) partján fekszik. Itt keresztezi egymást a Bajkál–Amur-vasútvonal (BAM) és az észak-déli irányú A-360-as jelű „Léna” autóút. Észak felé innen indul ki a Jakutföldet a BAM-mal összekötő (csak részben elkészült) vasútvonal.
Az éghajlat szélsőségesen kontinentális. Hosszú és igen hideg a tél, a januári középhőmérséklet -28 °C. A nyár hűvös és rövid, a júliusi középhőmérséklet 17,3 °C.
Távolsága a területi központtól, Blagovescsenszktől: 
- légvonalban: 572 km
- autóúton: 778 km[3]
- vasúton: 879 km [4]

## Története
Nevét 1907-ben említették először, amikor a vidéken aranylelőhelyeket találtak. Mint állandóan lakott helység a Jakutszk és az Amur-vidék közötti kereskedelmi útvonal forgalmát kiszolgáló település keletkezett 1928-ban. Az 1930-as években a BAM vasútvonal kezdeti építkezésén a GULAG-hoz tartozó BAMlag (rövidítés) kényszermunkásai dolgoztak. A II. világháború miatt azonban az építkezést abbahagyták. Tinda 1975-ben kapott városi rangot. A BAM hiányzó szakaszának létesítésekor, 1975-től az 1980-as évek végéig a vasútvonal építésének központja volt, lélekszámát ekkor erősen felduzzasztották. Fellendült a lakásépítés, a város alapvető ellátását szolgáló létesítmények épültek.
A város gazdaságát nagyrészt a vasútvonal kiszolgálása adta, egy ideig a „BAM fővárosa”-ként is emlegették. 1986 őszén adták át a vasútállomás újonnan épült, terebélyes épületét. Az 1990-es évek válsága azonban a várost is megviselte. 1998-ban még így is csaknem 50 ezer lakosa volt, de az elvándorlás később is folytatódott. A lélekszáma tíz év alatt, 2007-től 2017-ig 38 600 főről folyamatosan 33 189 főre csökkent.

## Testvértelepülései
- Wenatchee , USA